# مشرق‌الاذکار

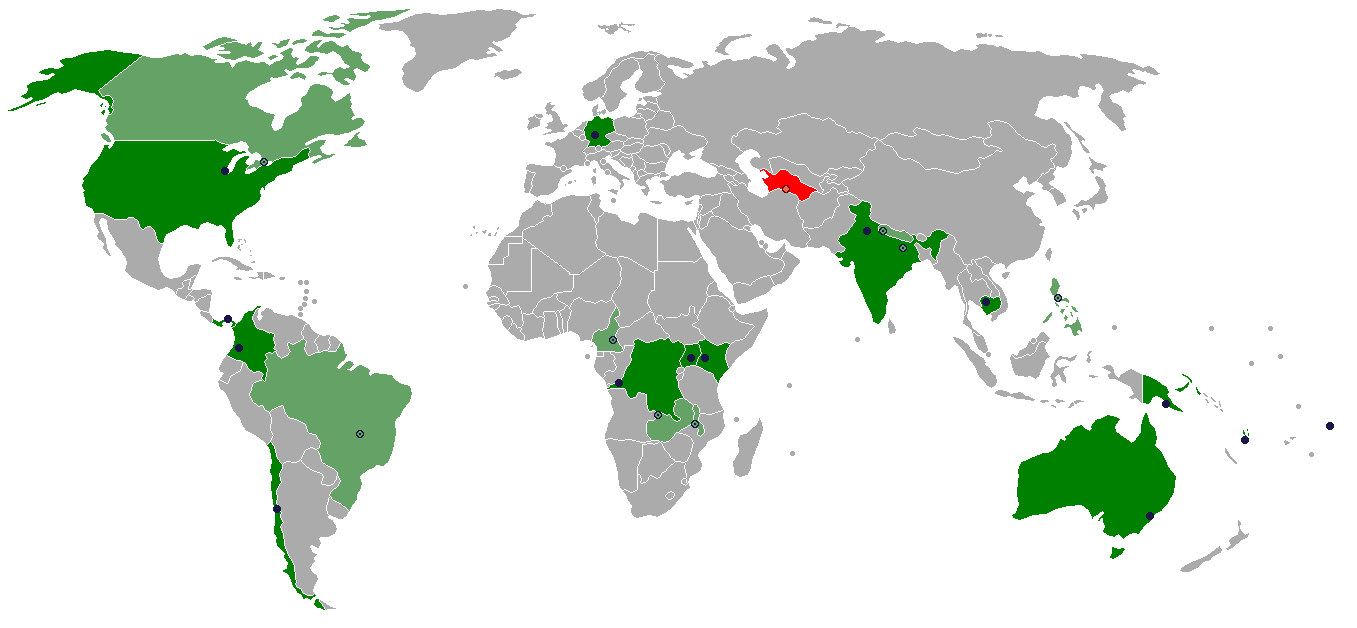
پراکندگی و محل مشرق‌الاذکارها

مؤسسهٔ مشرق الاذکار (به معنای محلّ برخاستن ذکر الهی) یکی از مفاهیم محوری در حیات جامعهٔ بهائی و پیوند دهنده نیایش و خدمت است. بهاءالله بنیان‌گذار دین بهائی، در کتاب اقدس از پیروانش خواسته‌ است که در هر شهری بناهایی به بهترین صورت ممکن به نام خداوند بسازند تا در آن به ذکر خدایشان بپردازند.
مشرق الأذکار متشکّل از ساختمان مرکزی به عنوان محلّی برای دعا و مناجات و تعدادی مؤسسهٔ وابسته است که هدفشان فراهم آوردن امکانات آموزشی، بهداشتی و سایر خدمات در راستای پیشرفت اجتماعی و اقتصادی جامعه است. جنبه خیلی مهم زندگی انسان خدمت است. یعنی  دعایی که آدم می‌خوند باید منجر به خدمت شود. دعا باید منجر به یک کاری یا عملی شود که خیرش به دیگران برسد.
عبدالبهاء مبیّن آثار دین بهائی در مورد مشرق‌الاذکار چنین می‌گوید:
مشرق‌الاذکار مغناطیس تأیید پروردگار است، مشرق‌الاذکار اساس عظیم حضرت آمرزگار است. مشرق‌الاذکار رکن رکین آئین کردگار، مشرق‌الاذکار تأسیسش سبب اعلاء کلمةالله، مشرق‌الاذکار تهلیل و تسبیحش مفرح قلوب هر نیکوکار، مشرق‌الاذکار نفحات قدسش روح بخش کل ابرار، مشرق‌الاذکار نسیم جان‌پرورش حیات بخش عموم احرار…

### مشرق الاذکار تخریب شده
تعدادی از این اماکن در ایران در طول زمان به دستور حکومت مرکزی ایران تخریب شده است

## ماهیت مشرق‌الاذکار
مشرق الاذکار متشکل از یک بنای مرکزی به عنوان محلی برای دعا و مناجات و تعدادی مؤسسات وابسته (ملحقات) است. اگر چه مشرق الاذکار مرکز نیایش در یک منطقه جغرافیایی به‌شمار می‌رود، ولی هدف از تأسیس آن تنها فراهم آوردن محلی برای عبادت نیست. از دهلی‌ نو در هند تا کامپالا در اوگاندا، از فرانکفورت آلمان تا سیدنی استرالیا، از شیکاگو در آمریکا تا پاناما در آمریکای مرکزی، از آپیا در اقیانوس آرام تا آخرین معبد قاره‌ای بهائی در سانتیگو شیلی، همگی‌ مکان‌هایی هستند که مردم با هر پیشینه‌ای برای دعا در آن جمع می‌شوند. مشرق‌الاذکار بهائی نماد وحدت ادیان است و درهای آن به روی همه انسان‌ها با هر پیشینه، باور، نژاد، جنسیت، و طبقه اجتماعی باز است. یکی‌ از مهم‌ترین رسالت‌های آن القای این مطلب است که همه انسان‌ها برابرند و از حقوقی برابر برخوردارند.
هر معبد بهائی طرحی مخصوص به خود دارد، امّا از لحاظ معماری همه آنها از اصولی کلّی پیروی می‌کنند که به طرح آنها وحدت می‌بخشد. کلیهٔ مشرق الاذکارهای بهائی باید نُه وجه داشته باشند. اگر چه همه مشرق الاذکارهایی که تا به حال ساخته شده‌اند یک گنبد مرکزی دارند، داشتن گنبد شرط واجب در ساختمان مشرق الاذکار نیست. هر یک از مشرق الاذکارهای ساخته شده، به لحاظ شکل ظاهری و طراحی، نوع مواد و مصالح به کار رفته در ساختمان و محوطه سازی محیط اطراف با یکدیگر متفاوتند زیرا در طراحی آنها کم و بیش از فرهنگ بومی، اجتماعی و سایر عوامل محیطی و جغرافیایی محل احداث ساختمان الهام گرفته شده‌است. برای مثال در طراحی مشرق الاذکار شبه قاره هند از گل نیلوفر آبی الهام گرفته شده‌است. این گل در هندوستان نشانه پاکی و روحانیتی است که همواره با عبادت و دیانت توأم بوده‌است.
در اطراف مشرق‌الاذکار باید تأسیساتی از قبیل مؤسسات فرهنگی، بهداشتی، محل نگهداری بینوایان و عاجزان (دارالعجزه)، محلّ مشورت و ملاقات، یتیم خانه و موسسات تحقیقات علمی و … بنا گردد. بهائیان معتقدند که مشرق الاذکارها مردم را از ادیان و نژادهای مختلفه دعوت به عبادت خالق عالمیان می‌نمایند و نمودار عشق بشر به خداوند یگانه هستند.
بنا بر آنچه در آثار بهایی ذکر شده‌است استفاده از هر گونه نقاشی، مجسمه یا تصویر در ساختمان مشرق الاذکار ممنوع است. همچنین هیچ نوع جایگاه ویژه ثابتی برای قرائت متون دینی و اجراء برنامه از قبیل محراب، منبر یا سکوی خطابه در آن تعبیه نمی‌گردد. امکان قرائت متون نیایشی واجرای آنها با لحن و به شکل آوازی چه به صورت انفرادی یا گروهی وجود دارد. عبادت در مشرق الاذکار منحصر به افراد بهائی نیست و درهای مشرق الاذکارها در سراسر عالم به روی همه مردم دنیا از هر گونه زبان و نژاد و ملیتی، با هر گونه باور و اعتقادی باز است. همچنین به تصریح آثار بهایی خواندن آیات و کتب مقدس ادیان مختلف به هر زبانی مجاز بوده، این کتب و آثار برای استفاده عموم در ساختمان مشرق الاذکار موجود می‌باشد. در معبد بهائی موعظه نمی‌شود، هیچ‌گونه مناسک مذهبی اجرا نمی‌گردد و طبقهٔ روحانی حضور ندارد.

## مشرق‌الاذکارهای احداث شده
تا به حال ۸ مشرق‌الاذکار قاره‌ای در سراسر عالم ساخته شده‌است (با احتساب مشرق‌الاذکار عشق‌آباد که پس از ساخت تخریب شد). این معابد در ایالات متحده آمریکا، اوگاندا، استرالیا، آلمان، پاناما، ساموآ و هندوستان واقع شده‌اند. آخرین معبد از مشرق‌الاذکارهای قاره‌ای در کشور شیلی در اکتبر ۲۰۱۶ افتتاح شد.
در اردیبهشت سال۱۳۹۱ (آوریل ۲۰۱۲) شورای حاکمهٔ بین‌المللی دیانت بهائی، بیت‌العدل اعظم، برنامهٔ ساخت دو مشرق‌الاذکار ملّی (در جمهوری دموکراتیک کنگو و پاپوآ گینه نو) و ۵ مشرق‌الاذکار محلّی (باتامبانگ در کامبوج، بیهار شریف در هندوستان، ماتوندا سوی در کنیا، نورته دل کاوسوا در کلمبیا و تانا در وانواتو) را اعلام نمود. از این تعداد معبد بهائی باتامبانگ در کامبوج در سپتامبر ۲۰۱۷ (شهریور ۱۳۹۶) بازگشایی شد.

### عشق‌آباد، ترکمنستان

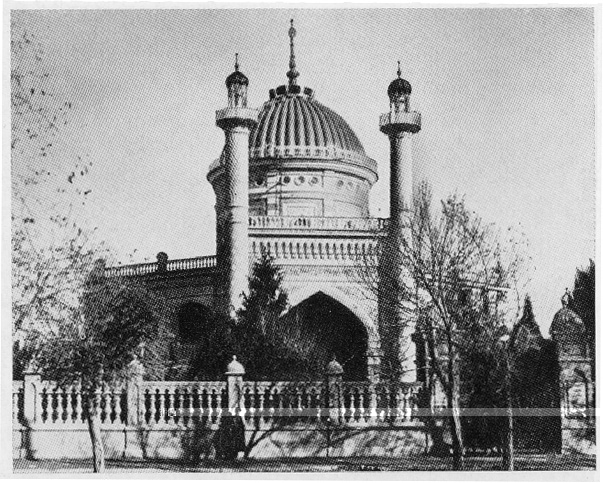
مشرق‌الاذکار عشق‌آباد

ساخت اولین معبد بهائی در سال ۱۹۰۲ شروع و در ۱۹۱۹ تکمیل شد. طراح آن استاد علی اکبر بنا بود و میرزا محمدتقی وکیل‌الدوله، از نخستین حواریون بهاالله بر کار ساخت آن نظارت داشت. این معبد پس از بیست سال استفاده در ۱۹۳۸ توسط دولت کمونیست شوروی مصادره شد و بعدها پس از آن که در زلزله آسیب شدیدی دید مقامات شوروی دستور تخریب آن را دادند.
عبدالبهاء در مورد مشرق الذکار عشق اباد گفت: «یاران عشق آباد مشغول ساختمان مشرق الاذکارند. هرکس هر چه میل دارد برای این ساختمان کمک نماید.»

### شیکاگو، آمریکا
ساختن دومین معبد بهائی در ۱۹۲۱ در ویلمت واقع در ایالت ایلینویز آمریکا آغاز شد و در سال ۱۹۵۳ به اتمام رسید. سنگ بنای این معبد در حین سفر عبدالبهاء به آمریکا در ۱۹۱۲ توسط او در جای خود قرار گرفت.

### کامپالا، اوگاندا
ساخت معبد قاره ای آفریقا در شهر کامپالا واقع در اوگاندا در سال ۱۹۵۷ آغاز شد و در ۱۹۶۱ به اتمام رسید.

### سیدنی، استرالیا
مشرق‌الاذکار سیدنی در چند کیلومتری شمال شهر سیدنی، در سال ۱۳۴۰ ه‍.ش (۱۹۶۱ میلادی) افتتاح شد.

### لانگنهاین، آلمان
در سال ۱۳۳۲ ه‍.ش (۱۹۵۳میلادی) شوقی افندی بهائیان آلمان را دعوت به ساختن مشرق‌الاذکاری نمود که بتواند به عنوان «ام‌المعابد اروپا» مورد استفاده قرار گیرد. زمینی در فاصلهٔ ۲۵ کیلومتری غرب فرانکفورت در نظر گرفته شد. عملیات ساخت بنا در سال ۱۳۴۳ه‍.ش (۱۹۶۴میلادی) به اتمام رسید.

### پاناما سیتی، پاناما
سنگ بنای این معبد در سال ۱۳۴۶ ه‍.ش (۱۹۶۷ میلادی) نهاده شد و این بنا در سال ۱۳۵۱ ه‍.ش (۱۹۶۷ میلادی) افتتاح شد.

### آپیا، ساموآ
سنگ بنای این معبد که از آن با عنوان «ام‌المعابد جزایر اقیانوسیه» یاد می‌شود، در سال ۱۳۵۷ ه‍.ش (۱۹۷۹میلادی) توسط روحیه خانم به نمایندگی از بیت العدل اعظم و سوسوگا مالیتوا تانومافیلی دوم، رئیس دولت ساموآ، نخستین رئیس دولت بهائی، در جای خود نهاده شد. هر دوی این افراد در مراسم افتتاحیهٔ این بنا در ۱۰ شهریور ۱۳۶۳ ه‍.ش (اول سپتامبر ۱۹۸۴ میلادی) نیز حضور داشتند.

### دهلی نو، هندوستان
این مشرق‌الاذکار که در حومهٔ دهلی‌نو قرار دارد در سال ۱۳۶۵ ه‍.ش (۱۹۸۶میلادی) افتتاح شد. در سال ۱۳۷۱ ه‍.ش (۱۹۹۲ میلادی) این معبد به عنوان یکی از پربازدیدترین بناهای هندوستان و در سال ۱۳۸۶ ه‍.ش (۲۰۰۷میلادی) هنگامی که تعداد بازدیدکنندگانش به بیش از ۶/۴ میلیون نفر رسید، به عنوان یکی از پربازدیدترین بناهای دنیا شناخته شد.

### سانتیاگو، شیلی
پروژهٔ ساخت مشرق‌الاذکار بهائی شیلی در سال ۱۳۸۰ ه‍.ش (۲۰۰۱میلادی) اعلام شد. بعد از انتخاب طرحی از میان ۱۸۵ طرح ارسالی، کار خاک‌برداری در پاییز سال ۱۳۸۹ ه‍.ش (۲۰۱۰ میلادی) آغاز گردید. ساختمان مرکزی و باغ‌های اطراف آن در سال ۲۰۱۶ تکمیل و مشرق‌الاذکار سانتیاگو در ۱۳ اکتبر ۲۰۱۶ افتتاح شد. این معبد هشتمین و آخرین مشرق‌الاذکار قاره‌ای است.

### باتامبانگ، کامبوج
معبد بهائی باتامبانگ، نخستین معبد محلی بهائی است که در ۱ سپتامبر ۲۰۱۷ (شهریور ۱۳۹۶) افتتاح شد.

### تانا، وانواتو
معبد محلی بهائی در ۱۳ نوامبر ۲۰۲۱ در تانا، وانواتو افتتاح شد.

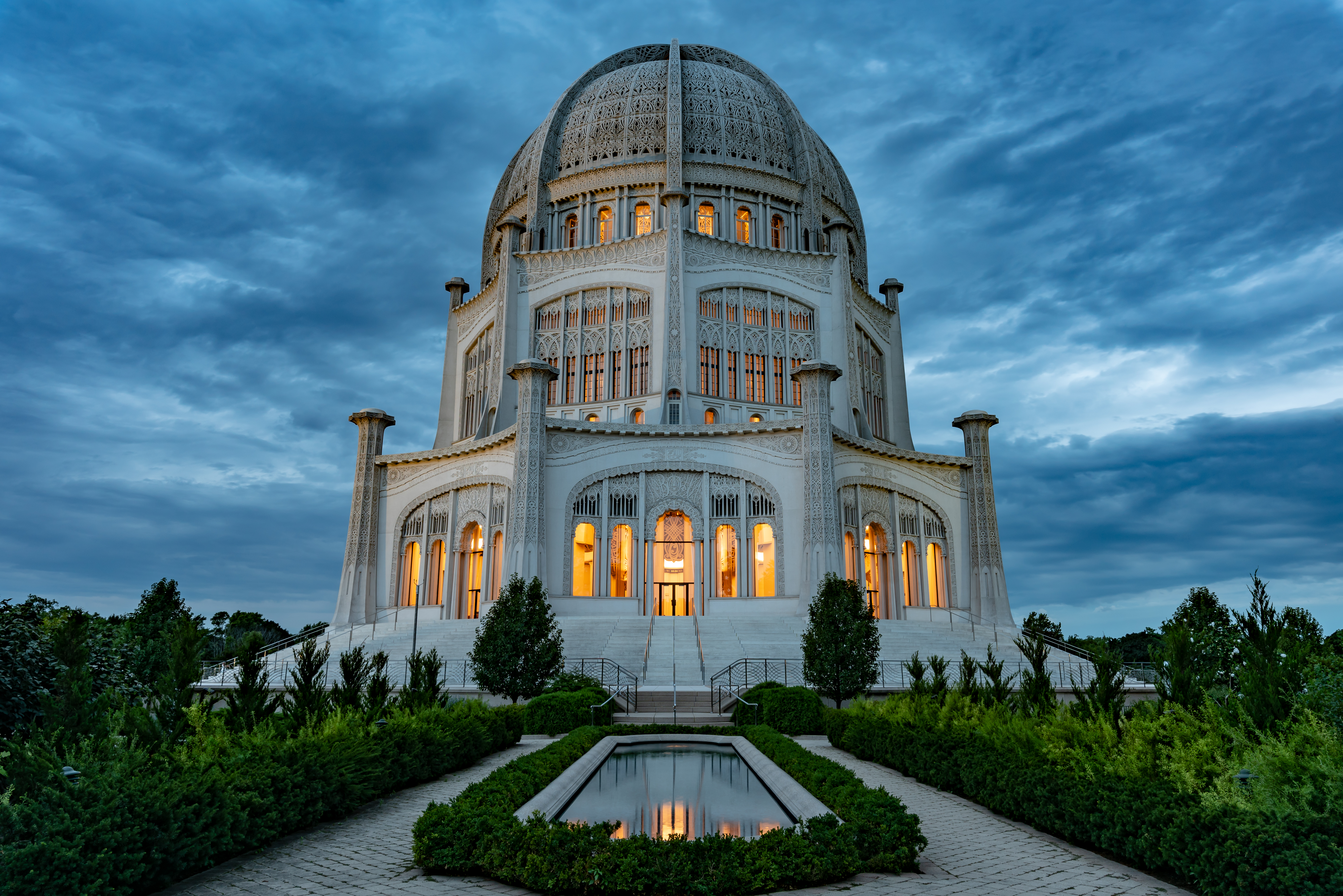
مشرق‌الاذکار شیکاگو
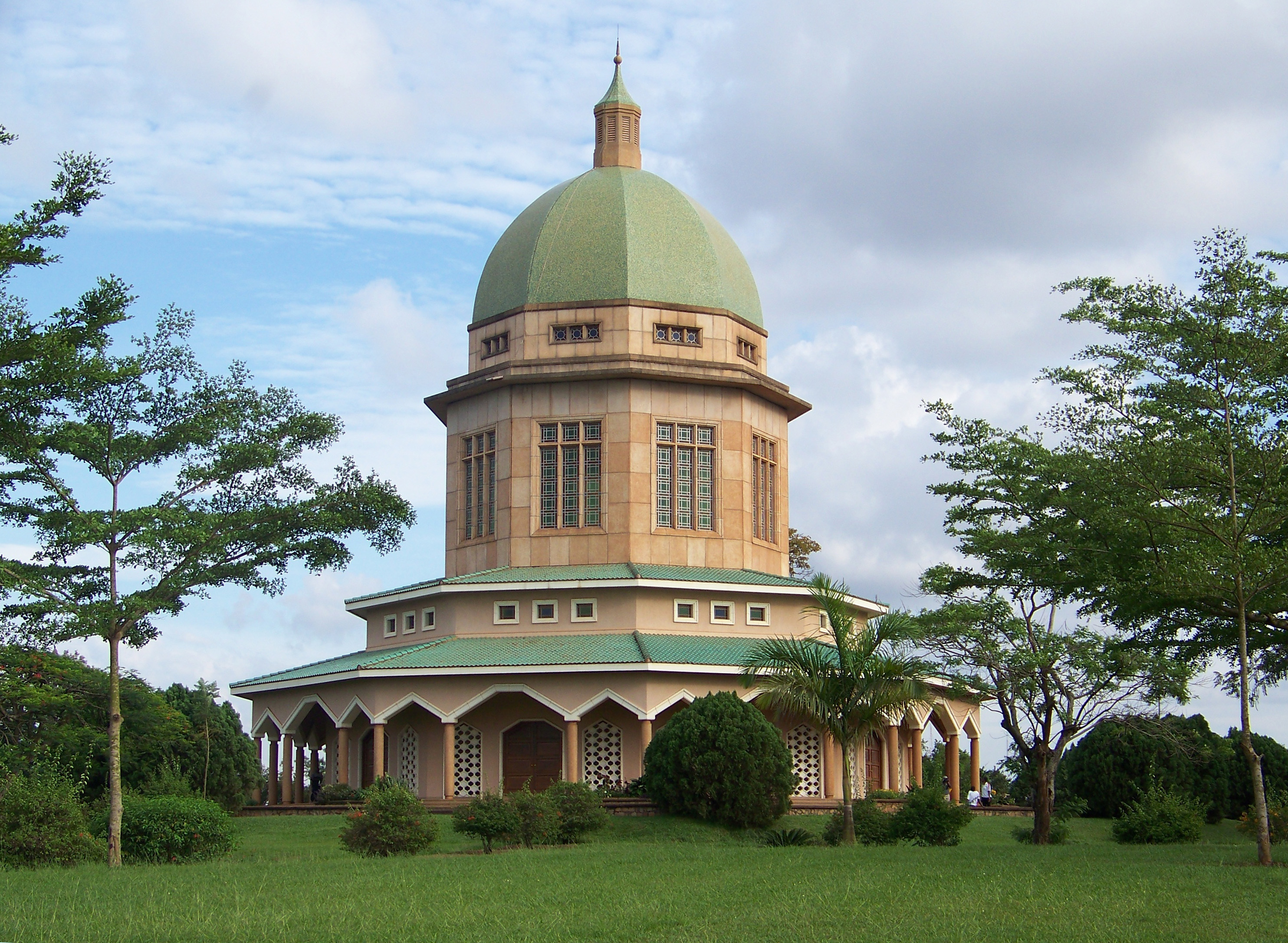
مشرق‌الاذکار کامپالا، اوگاندا
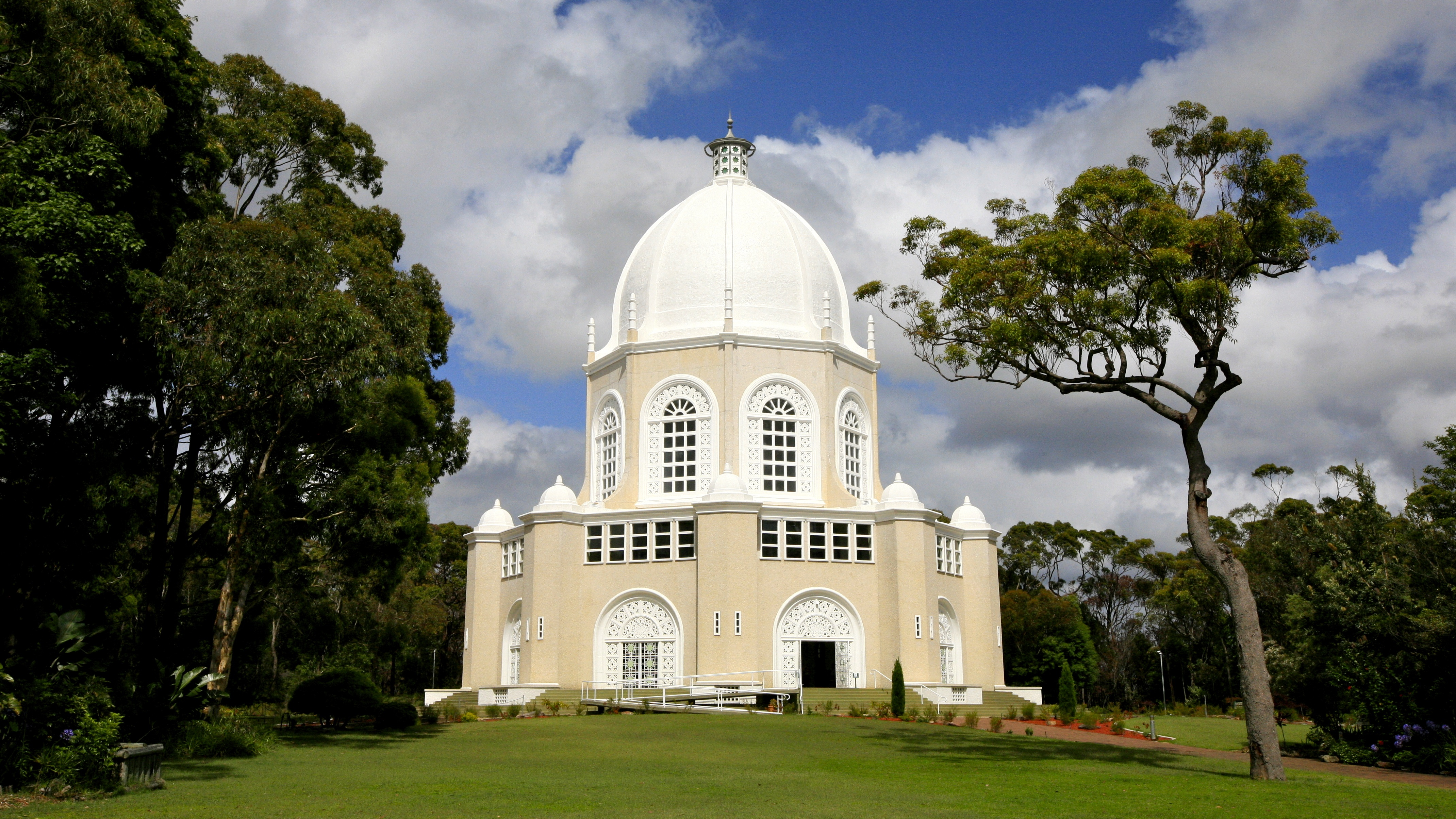
مشرق‌الاذکار سیدنی، استرالیا
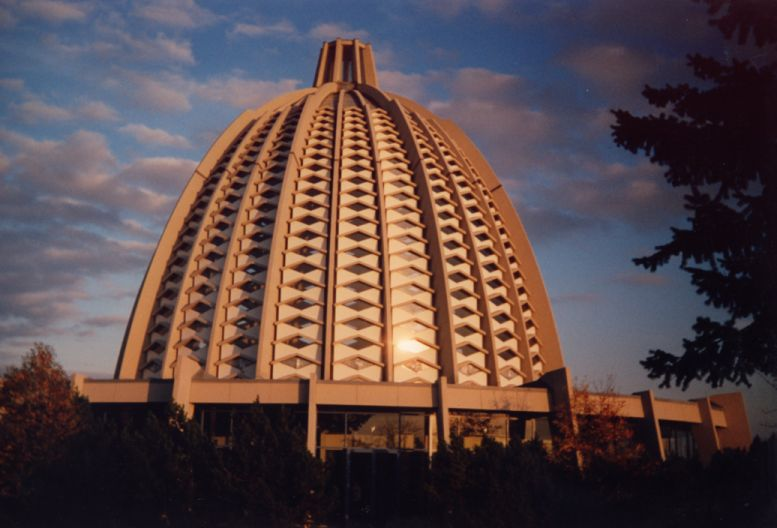
مشرق‌الاذکار فرانکفورت، آلمان
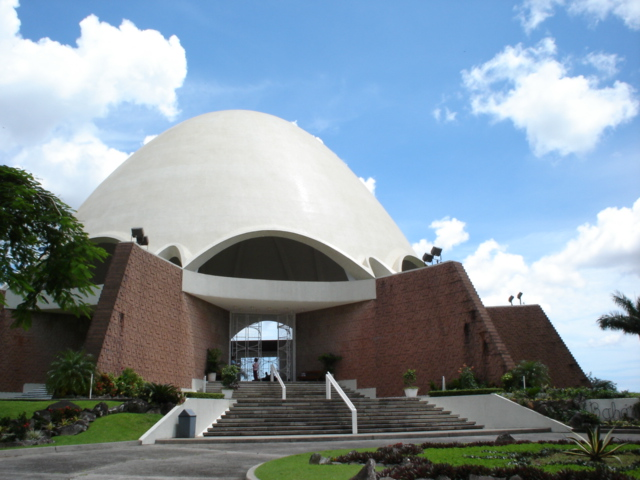
مشرق‌الاذکار پاناما
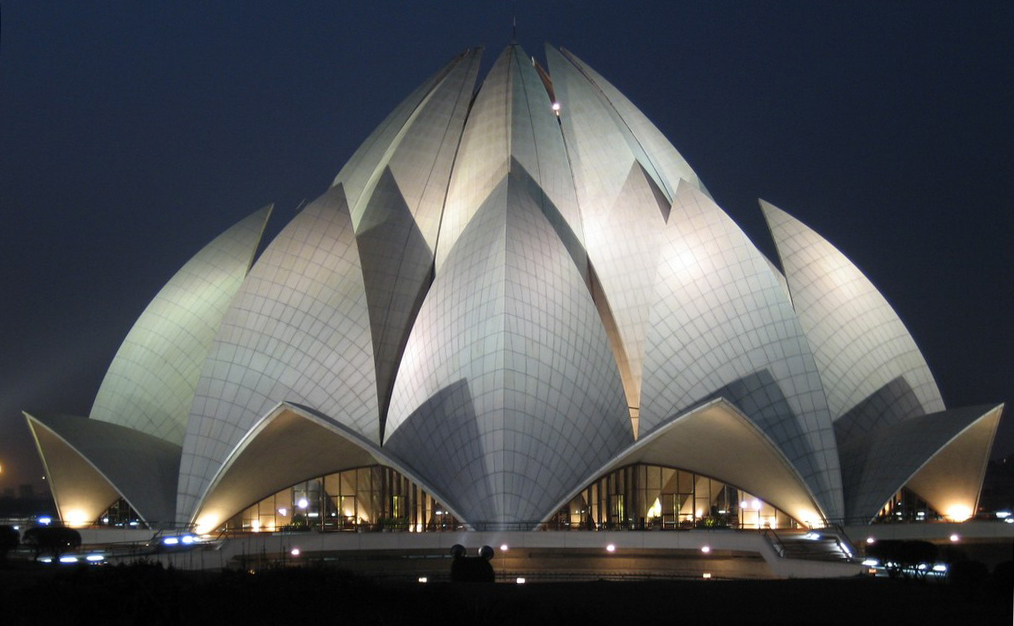
مشرق‌الاذکار دهلی در کشور هند، هفتمین مشرق‌الاذکاری که جامعه بهائی احداث کرده‌است.
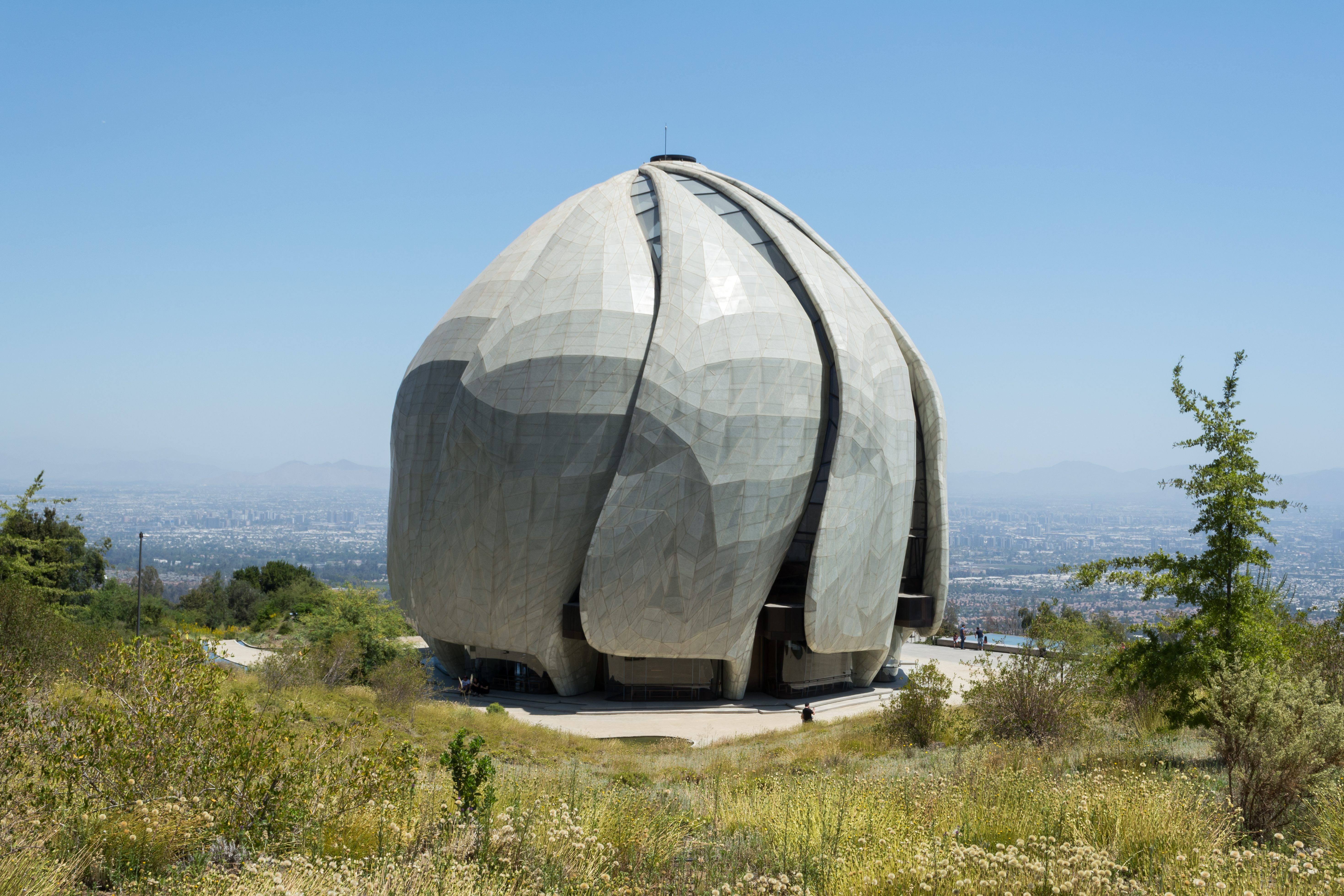
مشرق‌الاذکار سانتیاگو، شیلی

## مشرق‌الاذکارهای در حال ساخت
در اردیبهشت سال۱۳۹۱ (آوریل ۲۰۱۲) شورای حاکمهٔ بین‌المللی دیانت بهائی، بیت‌العدل اعظم، برنامهٔ ساخت دو مشرق‌الاذکار ملّی (در جمهوری دموکراتیک کنگو و پاپوآ گینه نو) و ۵ مشرق‌الاذکار محلّی (باتامبانگ در کامبوج، بیهار شریف در هندوستان، ماتوندا سوی در کنیا، نورته دل کاوسوا در کلمبیا و تانا در وانواتو) را اعلام نمود. از این تعداد معبد بهائی باتامبانگ در کامبوج در سپتامبر ۲۰۱۷ (شهریور ۱۳۹۶) بازگشایی شد و معبد بهائی محلی نورته دل کائوکا در کلمبیا ۲۲ ژوئیه ۲۰۱۸ (مرداد ۱۳۹۷) بازگشایی شد. معبد بهائی تانا در وانواتو در ۱۳ نوامبر ۲۰۲۱ افتتاح شد. 